# Fort Al Jalali
Das Fort Al Jalali (arabisch قلعة الجلالي, DMG Qalʿat al-Ǧalālī) ist eine Festungsanlage auf den Küstenklippen vor Maskat, der Hauptstadt Omans.
Ursprünglich wurde es von Portugiesen unter Philipp I. in den 1580ern erbaut und von den Osmanen später stark ausgebaut. Im 20. Jahrhundert fungierte das Fort als das omanische Hauptgefängnis; es wurde in den 1970ern aufgelassen. Seit 1983 beherbergt die Anlage ein Privatmuseum.

## Etymologie
Die Festung wurde von den Portugiesen nach osmanischen Raubzügen 1586 erbaut und von ihnen Forte de Sao Joao (Fort St. Johannes) genannt. Die Namensherkunft von Al Jalali ist nicht gesichert – eine Erklärung kommt vom arabischen al-dschalāl, zu Deutsch „große Schönheit“, eine andere beruht auf der Legende belutschischen Kommandeurs Jalal Shah, nach dem das Fort benannt sein soll, ähnlich wie die zweite Festung im alten Hafen von Maskat, Fort Al-Mirani, das nach dessen Bruder benannt sein soll.

## Geschichte
Maskat, das seit 1507 von Portugal kontrolliert wurde, war im 16. Jahrhundert Ziel einiger Angriffe durch die Osmanen, die den portugiesischen Einfluss auf der arabischen Halbinsel zurückdrängen wollten. Nach einem Bombardement im Jahr 1546 wurde die Stadt im Juli 1552 angegriffen und nach 18 Tagen durch die osmanischen Angreifer erobert. Zwei Jahre später wurde die Stadt durch die Portugiesen zurückerobert. Nachdem die Osmanen 1582 erneut Maskat geplündert hatten, wurden sowohl Fort Al Jalali als auch Fort Al-Mirani zwischen 1586 und 1588 erbaut. Hierfür wurden die Klippen zuerst nivelliert und für die Fundamente der Festungen erweitert.
Im 17. Jahrhundert bekam der Handel der Portugiesen zunehmend Konkurrenz durch England und Holland. Nachdem 1622 eine Allianz aus persischen und englischen Kräften Hormuz erobert hatte, fokussierte sich Portugal ab 1633–34 auf die Verteidigung von Maskat und begannen auch damit, Fort Al Jalali auszubauen – zusammen mit anderen Befestigungen im Stadtgebiet von Maskat.
Im Dezember 1649 wurde Maskat schließlich als letzte Besitzung der Portugiesen in Oman von Sultan ibn Saif I. erobert. Einige Portugiesen konnten sich im Fort Al-Mirani verschanzen, aber auch diese Festung fiel am 23. Jänner 1650. Im Zuge des omanischen Nachfolgestreits wurde das Fort von persischen Kräften, die den entmachteten Sultan Saif ibn Sultan II. unterstützten, sowohl 1738 als auch 1743 durch die Perser erobert und geplündert.

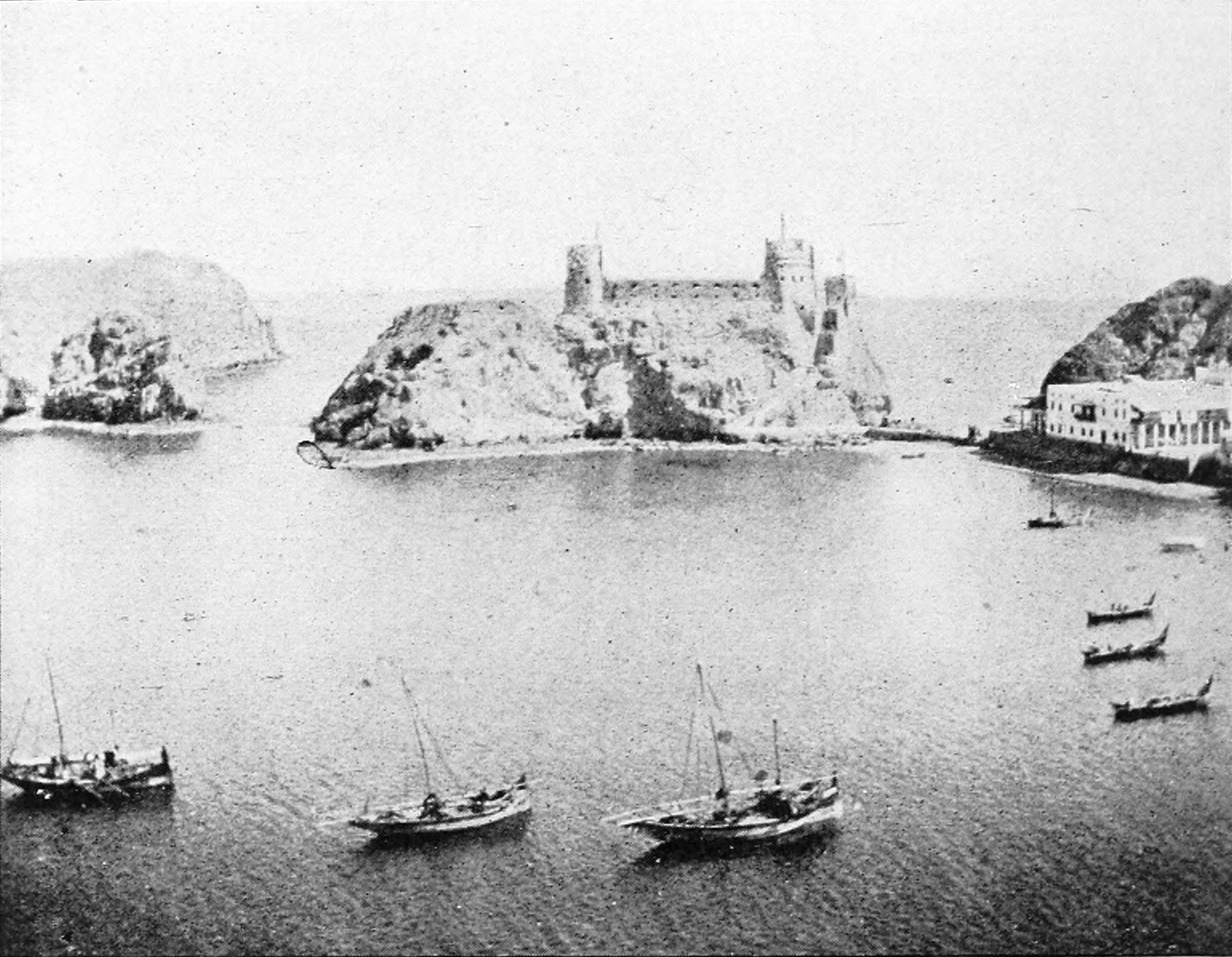
Das Fort im Jahr 1903

Im 20. Jahrhundert wurde Fort Al Jalali als Gefängnis genutzt mit Platz für etwa 200 Häftlinge. Insassen waren unter anderem Gefangene des Jabal-Akhdar-Kriegs von 1954 bis 1959 oder später auch aus der Dhofar-Rebellion von 1962 bis 1976. In dieser Zeit wurde Al Jalali das berüchtigtste Gefängnis des Landes, in dem die Zustände inhuman waren. Das Gefängnis wurde schließlich in den 1970ern geschlossen. In den Folgejahren wurde in der Mitte der Bucht angrenzend an die Forts der Sultanspalast Qasr al-ʿAlam gebaut.
1983 wurde das Fort renoviert und in ein Museum über omanische Geschichte umgewandelt. Heutzutage erinnern nur noch einige wenige Inschriften an die portugiesische Zeit.